# MF Viking XPRS
MF Viking XPRS – pasażersko-samochodowy prom fińskiego armatora Viking Line pływający po Bałtyku na trasie Helsinki – Tallinn. Zamówiona w 2005 r. jednostka została zbudowana w roku 2007 i weszła do eksploatacji w kwietniu 2008.
Prom może zabrać 2500 osób, i posiada 732 miejsc sypialnych. Pływa na trasie Helsinki - Tallinn.